# Life on Planet Groove
Albums de Maceo Parker
Mo' Roots
(1991) Southern Exposure
(1993)
Life on Planet Groove est un album live de Maceo Parker sorti en 1992, enregistré les 5, 6 et 7 mars de la même année au restaurant Stadgarten de Cologne. L'album est ressorti en mars 2018 sous le nom Life On Planet Groove - Revisited, remasterisé et contenant certains morceaux différents de l'édition de 1992.

## Titres
1. Shake Everything You've Got (Parker) [16:15]
2. Pass the Peas (Brown-Starks-Bobbit) [11:12]
3. I Got You (I Feel Good) (Brown) [3:38]
4. Got To Get U (Parker) [6:56]
5. Addictive Love (Thomas-Winans-Winans) [8:37]
6. Children's World (Parker) [6:07]
7. Georgia on My Mind (Carmichael) [7:12]
8. Soul Power 92 (Collins-Parker-Byrd-Brown-Troutman) [14:13]

## Musiciens
- Maceo Parker : Saxophone alto, chant ;
- Fred Wesley : Trombone, chant ;
- Pee Wee Ellis : Saxophone ténor, flûte, chant ;
- Rodney Jones - Guitare ;
- Larry Goldings : Orgue Hammond ;
- Kenwood Dennard : Batterie

## Invités
- Kym Mazelle : Chant ;
- Candy Dulfer : Saxophone alto ;
- Vincent Henry : Guitare basse, saxophone alto.